# Wasif Asadow
Wasif Asadow (azer. Vasif Əsadov; ur. 27 sierpnia 1965) – azerski lekkoatleta specjalizujący się w trójskoku. 
Brązowy medalista halowych mistrzostw Europy w 1988 roku w Budapeszcie, jako reprezentant Związku Radzieckiego. Po rozpadzie ZSRR, reprezentował Azerbejdżan. W 1993 roku wystąpił na mistrzostwach świata w Stuttgarcie, zajmując 28. miejsce w eliminacjach trójskoku. W 1995 roku zajął 17. miejsce w eliminacjach halowych mistrzostw świata. Podczas mistrzostw świata w Göteborgu, w kwalifikacjach, nie oddał mierzonego skoku. W 1996 roku wziął udział w igrzyskach olimpijskich w Atlancie, zajmując 27. miejsce w kwalifikacjach. 
Rekordy życiowe w trójskoku: stadion – 17,33 (18 lipca 1990, Briańsk) rekord Azerbejdżanu; hala – 17,37 (12 lutego 1988, Wołgograd) rekord Azerbejdżanu.

## Rezultaty
| Rok                        | Impreza                   | Miejsce   | Pozycja           | Wynik |
| -------------------------- | ------------------------- | --------- | ----------------- | ----- |
| Reprezentacja: ZSRR        |                           |           |                   |       |
| 1988                       | Halowe mistrzostwa Europy | Budapeszt | 3. miejsce        | 17,23 |
| Reprezentacja: Azerbejdżan |                           |           |                   |       |
| 1993                       | Mistrzostwa świata        | Stuttgart | el. – 28. miejsce | 16,43 |
| 1995                       | Halowe mistrzostwa świata | Barcelona | el. – 17. miejsce | 16,22 |
| 1995                       | Mistrzostwa świata        | Göteborg  | el. –             | NM    |
| 1996                       | Igrzyska olimpijskie      | Atlanta   | el. – 27. miejsce | 16,21 |